# Xã Allen, Quận Kidder, Bắc Dakota
Xã Allen (tiếng Anh: Allen Township) là một xã thuộc quận Kidder, tiểu bang Bắc Dakota, Hoa Kỳ. Năm 2010, dân số của xã này là 55 người.